# Guidan Mayaki (Dan-Goulbi)
Guidan Mayaki (auch: Mayaki) ist ein Dorf in der Landgemeinde Dan-Goulbi in Niger.

## Geographie
Das von einem traditionellen Ortsvorsteher (chef traditionnel) geleitete Dorf liegt am rechten Ufer des Trockentals Goulbin Kaba. Es befindet sich rund 17 Kilometer östlich des Hauptorts Dan-Goulbi der gleichnamigen Landgemeinde, die zum Departement Dakoro in der Region Maradi gehört. Weitere Siedlungen in der Umgebung von Guidan Mayaki sind Sayé im Nordwesten, Amadou Koron Dachi im Südosten und Dargué im Süden.
Es herrscht das Klima der Sahelzone vor, mit einer durchschnittlichen jährlichen Niederschlagsmenge zwischen 300 und 400 mm.

## Bevölkerung
Bei der Volkszählung 2012 hatte Guidan Mayaki 1281 Einwohner, die in 188 Haushalten lebten. Bei der Volkszählung 2001 betrug die Einwohnerzahl 829 in 110 Haushalten und bei der Volkszählung 1988 belief sich die Einwohnerzahl auf 699 in 97 Haushalten.
Die Zone entlang des Trockentals gehört zu den am dichtesten besiedelten und zugleich zu den ärmsten Nigers, mit erhöhter Unterernährung.

## Wirtschaft und Infrastruktur
Im Dorf wird ein Wochenmarkt abgehalten. Der Markttag ist Samstag. Der Markt wurde nach 1960, dem Jahr der staatlichen Unabhängigkeit Nigers, etabliert. Guidan Mayaki ist von einem weitläufigen Weideland umgeben, das traditionellerweise in der Trockenzeit von nomadischen Bouzou- und Tuareg-Viehzüchtern aufgesucht wird. In der Siedlung wird Saatgut für Hirse und Augenbohnen produziert.
In Guidan Mayaki ist ein Gesundheitszentrum des Typs Centre de Santé Intégré (CSI) vorhanden. Es gibt eine Schule.